# 新加坡航空006號班機空難

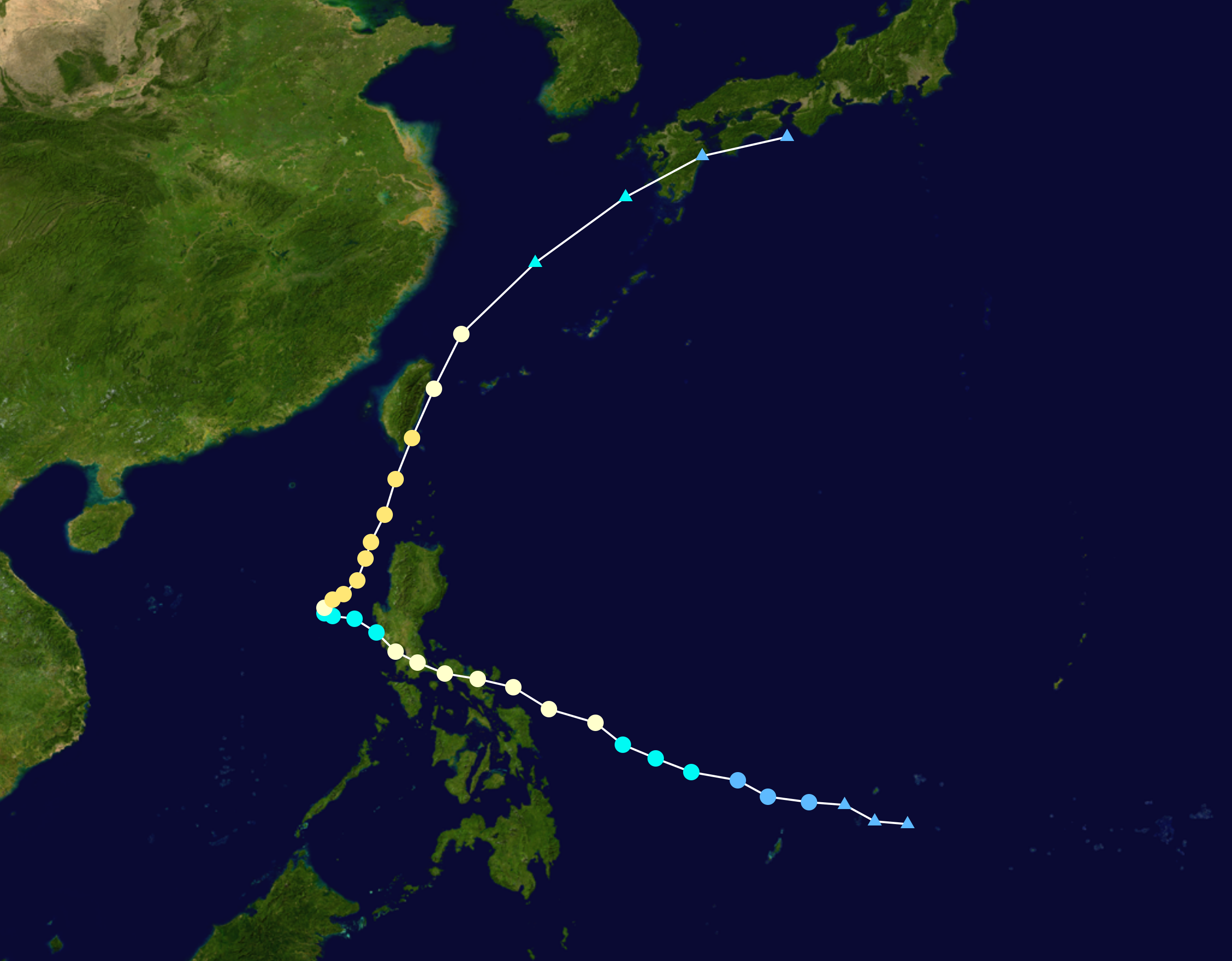
颱風「象神」的移動路徑圖（2000年）

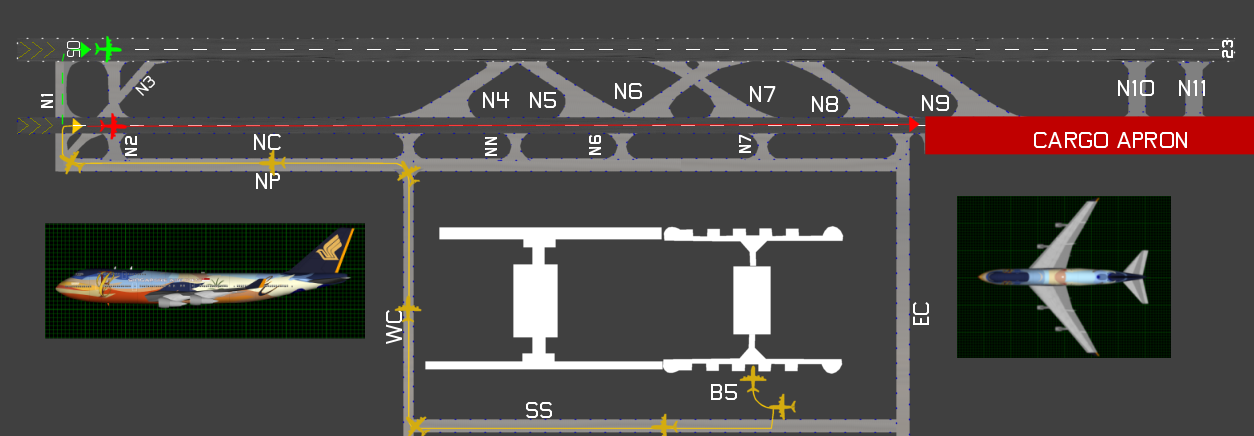
意外現場的跑道示意圖

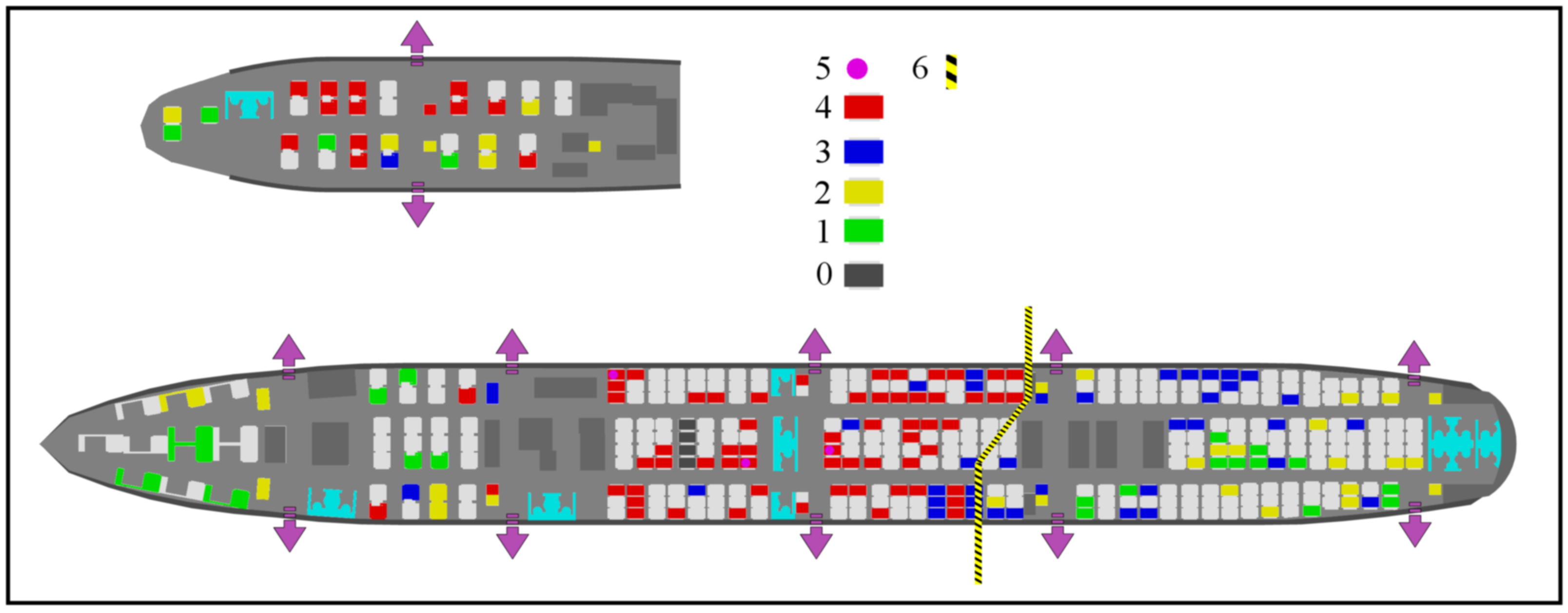
新航006班機傷亡乘客座位分佈圖
0：死亡（位置未知），1：無受傷，2：輕傷，3：重傷，4：死亡，5：小童坐在膝部（死亡），6：機身破裂

新加坡航空006號班機是一趟從新加坡樟宜國際機場出發，經臺北中正國際機場（今臺灣桃園國際機場）飛往洛杉磯國際機場的定期国际客运航班，2000年10月31日，一架執行該航班的波音747-412型客機（機身編號为9V-SPK）于UTC15時17分（臺灣當地時間23時17分）準備自05L跑道起飛時，因為象神颱風的強風豪雨造成的能見度不佳、機組人員因專注於側風而忽略跑道標誌、與塔台方面的溝通不良以及中正机场的指示设施不清晰等原因，誤闖了正在施工維修而暫時關閉的05R跑道（現為NC滑行道）并于此跑道起飞。飞机随后以超過140節的速度擦撞跑道上的施工機具，翻覆並斷裂成三截，之后全部三截机身因油箱破裂起火发生粉碎性爆炸。
在這場意外中，共有79名乘客和4名機組員罹難，這是新加坡航空本部自創立以來，第一次發生有人員喪生的空難紀錄，也是新航集团自1997年胜安航空185号班机空难后第二次发生致命空难，同时也是新一代波音747首次出现致命事故，而且是台灣民航史上首次和迄今唯一涉及外國航空公司的空難。
该航线在事故后曾一度停飞，后在2021年8月底恢复，航班编号改为SQ035/6。

## 機組人員及乘客
- 機組成員：以下共計15人，年齡和總飛行時間計至事發前。
  - 驾驶舱
    - 機長：方剛（41歲，馬來西亞籍，1959年出生，1979年3月12日加入新加坡航空[5]。事故發生時總飛行時數1萬1,235小時，其中波音747-400飛行時數2,017小時）[5]
    - 副機長：拉帝夫希諾（41歲，新加坡籍，1959年出生，1994年6月6日加入新加坡航空[6]。事故發生時總飛行時數2,442小時，其中波音747-400飛行時數552小時）[7]。
    - 加強飛航組員：黃慶龍（38歲，新加坡籍，1962年出生，1992年3月9日加入新加坡航空[8]。事故發生時總飛行時數5,508小時，其中波音747-400飛行時數4,518小時）[8]

以上三名駕駛均在空難中生還。
| 國籍/地區  | 乘客 | 乘客 | 機艙服務員 | 機艙服務員 | 總數 | 總數 |
| 國籍/地區  | 總數 | 死亡 | 總數       | 死亡       | 總數 | 死亡 |
| ---------- | ---- | ---- | ---------- | ---------- | ---- | ---- |
|            | 1    | 0    | 0          | 0          | 1    | 0    |
| 柬埔寨     | 1    | 0    | 0          | 0          | 1    | 0    |
| 加拿大     | 1    | 0    | 0          | 0          | 1    | 0    |
| 德国       | 1    | 0    | 0          | 0          | 1    | 0    |
| 印度       | 11   | 10   | 0          | 0          | 11   | 10   |
| 印度尼西亞 | 5    | 1    | 0          | 0          | 5    | 1    |
| 爱尔兰     | 1    | 0    | 0          | 0          | 1    | 0    |
| 日本       | 1    | 1    | 0          | 0          | 1    | 1    |
| 马来西亚   | 9    | 4    | 1          | 0          | 9    | 4    |
| 墨西哥     | 3    | 0    | 0          | 0          | 3    | 0    |
| 荷蘭       | 1    | 1    | 0          | 0          | 1    | 1    |
| 新西兰     | 2    | 0    | 0          | 0          | 2    | 0    |
| 菲律賓     | 1    | 1    | 0          | 0          | 1    | 1    |
| 新加坡     | 11   | 8    | 17         | 4          | 40   | 12   |
| 西班牙     | 1    | 0    | 0          | 0          | 1    | 0    |
| 中華民國   | 55   | 26   | 2          | 0          | 57   | 26   |
| 泰國       | 2    | 0    | 0          | 0          | 2    | 0    |
| 英国       | 4    | 2    | 0          | 0          | 4    | 2    |
| 美国       | 47   | 24   | 0          | 0          | 47   | 24   |
| 越南       | 2    | 1    | 0          | 0          | 2    | 1    |
| 总数       | 159  | 79   | 20         | 4          | 179  | 83   |

事故發生時，飛機上有179名乘客和機組人員，其中包括3名兒童和3名嬰兒，事故發生後，81名乘客和機組人員立即因撞擊而死亡，兩名乘客在醫院死亡，大部分死者均坐在中間位置，原因是該航班屬長途航班預定飛往美國，攜帶了大量燃料，而油箱處於機翼及機身中間部分，故撞擊時中間部分即時粉碎性爆炸，使坐在該處的乘客和機員活活燒死和被濃煙焗死，最終在179名乘員中，共有83人遇難，39人重傷，32人輕傷，25人未受傷。四名空服員遇難。

## 調查發現
事故調查由臺灣飛航安全委員會主持，最後報告於2002年4月24日發表。 報告中“與可能肇因有關之調查結果”列出已經顯示或幾乎可以確定為與本次事故發生有關之重要因素。其中包括：不安全作為、不安全狀況或造成本次事故之安全缺失等。指出飛航組員無視相關航圖並且未有複查確實瞭解其滑行路線，也可能因为转弯时间较长，因此未能察覺航機進入錯誤跑道。進入跑道後，飛航組員亦未檢查目視輔助系統（Para Visual Display，PVD）及主要飛航顯示器（Primary Flight Display，PFD）顯示飛機未對正05L（正確跑道）跑道。飛航組員為趕在颱風象神全面造成影響而封閉機場前離場及時離場所造成的時間壓力，及強風、低能見度及溼滑跑道等情況，均潛在地影響飛航組員下達決策和維持狀況警覺之能力。報告中與“風險有關之調查結果”列出數項涉及飛航安全之風險因素，包括未直接導致本次事故發生之不安全作為、不安全條件及組織和整體性之安全缺失等，以及雖與本次事故無直接關連但對促進飛安有益之事項。其中一項指出，通向05L跑道的滑行道第一盞綠色中心線燈不亮。

## 結果
報告發表後，臺灣桃園地方法院檢察署召回SQ006三名飛航組員回臺灣接受查問。當時曾傳聞指三名機師會被拘留並起訴，然而桃園地檢署並未起訴他們，三名飛航組員獲准離開臺灣。
行政院飛航安全委員會執行長戎凱在發言中，暗示機師失誤在這次83人死亡的意外中扮演重要角色。
交通部民用航空局副局長張國政指05左跑道（05L）在周二晚上亮著白／黃燈號，而05右跑道（05R）只亮著綠色中心線燈。滑行道至跑道有四個大指示牌指示往05左跑道的路線。但他拒絕明確指出機師失誤是意外的主要成因。
05右跑道沒有障礙物隔開是因為部份跑道是著陸航機滑回航廈的必經之路。塔台則因為機場沒有配備地面監視雷達，當時亦不能看到航機，因此並不知道航機進入錯誤跑道。
事故發生後，滑行道轉入05右跑道的中心燈被拆除，而現在該跑道已經降級成為NC滑行道（05R跑道使用率不高，長度又短，原本早就計劃並發出了公告，在SQ006班機飛離臺灣的一日後，即2000年11月1日將正式關閉並降級為NC滑行道，05左跑道則更名為05跑道（05），除了檢討改進因素，也要指出並非只因為這場事故才降級）。
為使塔台在能見度不佳時能掌握機坪及滑行中飛機動態，2007年3月，桃園機場的機場場面搜索雷達（Airport Surface Detection Equipment, ASDE）完工啟用。

## 事後處理
新加坡航空在意外發生後，將「新加坡─台北─洛杉磯」之間的航班代號更換為SQ30，之後又改為SQ28，「臺灣桃園─洛杉磯航段」也改用波音777執行，直至2008年10月1日取消此段航班。2021年8月，新航一度重启「新加坡─臺灣桃園─洛杉矶航线」，使用空客A350执飞，班号改为SQ35/6，惟目前已恢复直飞。
編號9V-SPK的客機在事故發生當時，所使用的並不是新加坡航空標準的塗裝，而是1998年9月為了慶祝新一代三等機內客艙的設置而特別設計的「Tropical」（熱帶）彩繪。為了對罹難者表達敬重，事故後新加坡航空立刻將另一架繪上Tropical彩繪的姊妹機9V-SPL上的彩繪取消，重新繪上標準新加坡航空塗裝。而9V-SPL也已于2008年末退出新加坡航空機隊。
在事故發生後，負責此航班的正副機長均被解僱，而另一名副機長事後亦已離職。
新加坡航空公司己於2012年4月把全數波音747-400客機退役畢，以A380代替。現在已由波音777-300ER及空中巴士A350-900ULR替代所有到洛杉磯的航班。

## 反应
马来西亚副首相阿都拉·巴达威对罹难者感到伤心，并向马来西亚罹难者致哀。

## 外部連結
- （英文）Flight SQ006 Information 新加坡航空
- （英文）Aviation Safety Network for Singapore 006 （页面存档备份，存于）
- 飛航安全委員會 Aviation Safety Council
  - （英文）Singapore Airlines,Flight SQ006 747-400 entered the incorrect runway at Chiang- Kai-Shek(CKS) Airport, Taiwan
  - （繁體中文）新加坡航空公司SQ006班機於中正國際機場起飛時撞毀在部份關閉跑道上
- （中文）TVBS對新航空難的報導 （页面存档备份，存于）
- （中文）另一架飛機上的乘客對此次空難的現場錄影 （页面存档备份，存于）
- （繁體中文）亞洲航空影像庫的事故飛機（9V-SPK）照片
- （英文）Airliners.net的事故飛機（9V-SPK）照片 （页面存档备份，存于）
- （英文）Air Disaster Net SQ006航班空難相關介紹頁 （页面存档备份，存于）
- （简体中文）新加坡《聯合早報》新航空難特輯 （页面存档备份，存于）